# Coomb (đơn vị)
Một coomb là một đơn vị đo khối lượng. Chi tiết ban đầu chính xác của nó không được biết đến. Ở Anh, vào thế kỷ 13, nó được định nghĩa là 4 bushel (~ 140 L). Nó được sử dụng ở Norfolk như một phép đo khô: "Ben đã bán lúa mì của tôi cho Marlingford Miller vào sáng nay với giá 19 shilling mỗi Coomb" - Nhật ký của Parson Woodforde, 20/5/1786. Túi 4 bushel là đơn vị vận chuyển quốc tế tiêu chuẩn cho ngũ cốc, và vỏ bọc được sử dụng phổ biến trong nông nghiệp ở Norfolk và Suffolk cho đến khi kết thúc Thế chiến II, miễn là hạt thóc được xử lý trong bao tải, một hiện thực kết thúc bằng việc giới thiệu máy gặt đập liên hợp có thùng chứa hạt lớn.
Năng suất đã được đề cập đến trong coomb trên mỗi mẫu Anh. Một coomb là 16 stone (100 kg) cho lúa mạch và 18 stone (110 kg) cho lúa mì. Các thị trường ngũ cốc của Mỹ báo giá là cent mỗi bushel, và một bushel ngũ cốc của Mỹ là khoảng 61 lb (28 kg), tương đương với khối lượng 4 bushel (4 × 61 lb = 244 lb ≈ 111 kg).
Mặc dù hiếm khi được nhắc đến ở Suffolk hôm nay ngoại trừ trong cuộc trò chuyện, nông dân lớn tuổi ở Bắc Đức sẽ thường xuyên đề cập đến năng suất cây trồng theo Doppelzentner pro Morgen. Diện tích của Morgen thay đổi một chút ở các vùng khác nhau, nhưng được cho là bắt nguồn từ diện tích mà một người đàn ông sẽ cày vào buổi sáng (Morgen), và khoảng một phần ba hécta (0,82 mẫu Anh), tương tự mẫu Anh. Một Doppelzentner bằng 100 kg (220 lb), và do đó tương tự như một coomb. Tương tự, từ tiếng Đức cho một diện tích đất trồng trọt là một Acker. Thật dễ dàng để suy ra rằng mẫu Anh có nguồn gốc từ cùng một cơ sở từ tiếng Đức. Do đó, các đơn vị sản lượng của Anh và Đức có liên quan chặt chẽ với nhau, các khối lượng trên mỗi mẫu Anh tương tự như Doppelzentner pro Morgen.